# Курияковичи
Курияковичи (на хърватски: Kurjaković) са аристократичен хърватски род, клон на стария знатен род Гусичи, родом от региона Кърбава и Лика.

## История
В началото на XIV в. Курияк Гусич основава нов клон от рода – Курияковичи. Няколко от неговите потомци са банове на Хърватия.
Представители на рода:
- Курияк Гусич, граф на Кърбава
  - Будислав (ок. 1304–1346), граф на Кърбава, служи на Шубичи от 1322 г. нататък, след това се разбунтува и преминава на служба при рода Нелипич.
    - Саламун (ок. 1312)
    - Бутко (ок. 1377–1396), граф на Кърбава, бан на Хърватия (1393 – 1394)
      - Петър (ок. 1411)
      - Франко (ок. 1436)

    - Тома (ок. 1364–1401)
    - Никола (ок. 1364–1388)
      - Иван (ок. 1388–1418)
      - Юрай (ок. 1393)
      - Катарина (ок. 1393)

    - Фредул
    - Карло († ок. 1377)
      - Павао (ок. 1402)
        - Будислав
        - Иван
        - Дуям
        - Гъргур

    - Гъргур
      -         - Павао († 1422)
          - Карло (1434–1453)
            - Павао (1451–1469)
            - Карло (1451–1493)
              - Иван Карлович (1485–1531), бан на Хърватия от 1521 до 1524 и повторно от 1527 до 1531

          - Тома (1434–1460)
            - Иван (1446–1483)
            - Гъргур (1446–1468)
            - Елена (1439–1449)

    - Гъргур (1324–1360), на служба в Унгария (между 1301 и 1342)
      - Юрай (1350–1390)
        - Гъргур (1413)

      - Будислав (1379)

    - Павао († 1340)
    - Елена-Виекослава (1344–1350)